# Cellulophone
Le cellulophone est un instrument de musique électrique, inventé en 1927 par Pierre Toulon et Krugg Bass, utilisant la génération sonore photoélectrique.
Le principe du cellulophone, et d’autres instruments qui lui succéderont, est le suivant :
On dispose d’un support capable de masquer un rayon lumineux. En l’occurrence, pour le cellulophone, il s'agit d'un disque de celluloïde percé de fentes à espace régulier. Lorsque ce disque est mis en rotation à vitesse constante, la lumière passe à intervalles réguliers et génère une tension périodique en atteignant une cellule photoélectrique. La fréquence varie selon le nombre de fentes (54 pour la note la plus basse du cellulophone).
Il s’agit en quelque sorte d’une transposition électro-optique de la roue phonique, inventée pour le telharmonium et repris avec succès dans les orgues Hammond.
Le cellulophone avait l’apparence générale d’un orgue, disposant de deux claviers et d’un pédalier. Toutes les notes d’une octave tenaient sur un seul disque (avec un nombre croissant de fentes), ce qui posait des problèmes de justesse. En revanche, l’utilisation de disques avec des formes de fentes différentes permettait de faire varier le timbre.
Le cellulophone est le premier d’une série d’instruments expérimentaux qui utiliseront ce principe de génération sonore :
- Superpiano de Emerich Spielmann, Vienne 1929
- radio organ of a trillion tones, conçu par les américains Lesti et Sammis (1931), amélioré ultérieurement en polytone organ
- syntronic organ  de Stokowski et Eremeef (1934)
- Lichtton-Orgel : conçu par l’allemand Edwin Welte en 1936, utilisant un disque de verre.
- ANS Synthetizer d’Eugene Murzin, conçu entre 1937 et 1957.
- l’oramics de Daphné Oram en 1959, utilisé pour des créations de musique électronique à la BBC. Le principe avait évolué, les disques étant remplacé par des bouts de film 35 mm, imprimés par une texture correspondant au timbre à jouer. L’oramics était monophonique.